# Karim Khalili
Mohammad Karim Khalili (en persa: کریم خلیلی‎, Provincia de Vardak, Afganistán - 1950) es el actual presidente del Consejo de Alta Paz de Afganistán, quien se desempeñó como Vicepresidente de Afganistán de 2004 a 2014, en la administración del Presidente Hamid Karzai.
Khalili fue nombrado por primera vez como Vicepresidente en 2002 en la Administración de transición afgana y elegido como compañero de fórmula de Hamid Karzai en las elecciones generales de 2004. Desde 1989, ha sido uno de los principales líderes del Hezb-e Wahdat Islami Afghanistan de la etnia  Hazara.

## Primeros años
Khalili nació en la Provincia de Wardak y asistió a una escuela religiosa. Participó en la resistencia de Afganistán durante Invasión Soviética También se desempeñó como  Ministro de Finanzas de Afganistán durante el gobierno Mujahideen a principios de la década de 1990.